# Kvinoja
Kvinoja (lat. Chenopodium quinoa; od kečuanskog kinwa) je usjev nalik žitaricama pa se prije svega uzgaja zbog jestivog sjemenja. To je zapravo pseudocerealija jer ne pripada familiji trava (Poaceae). 

## Pregled
Kvinoja je pripitomljena prije oko tri do četiri tisuće godina u području Anda (Ekvador, Bolivija, Kolumbija, Peru); arheologija pokazuje da su je stočari rabili prije pet do sedam tisućljeća.
Hranljivi sastav kvinoje vrlo je dobar i sadrži esencijalne aminokiseline poput lizina, kalcija, fosfora i željeza.
Omotač zrnevlja sadrži gorke saponine tako da se mora ukloniti. Zrnevlje se kuha isto kao riža može se koristiti u raznim jelima. I lišće kvinoje jede se kao lisnato povrće (npr. amarant, blitva...).

## Prehrambena vrijednost
Sirova, nekuhana kvinoja sastoji se od 13 % vode, 64 % ugljikohidrata, 14 % proteina i 6 % masti. Nutritivne procjene pokazuju da 100 g (3+1/2 oz) porcija sirovih sjemenki kvinoje ima energetsku vrijednost od 1539 kJ (368 kcal) i bogat je izvor (20 % ili više dnevne vrijednosti, DV) proteina, dijetalnih vlakana, nekoliko vitamina B, uključujući 46 % DV za folate i za nekoliko prehrambenih minerala kao što su magnezij (55 % DV), mangan (95 % DV), fosfor (65 % DV) i cink (33 % DV).
Nakon kuhanja, što je tipična priprema za jelo od sjemenki, mnoge nutritivne ocjene se mijenjaju. Iako je 100 g (3+1⁄ 2 oz) posluživanje kuhane kvinoje povećava se na 72 % vode, većina nutritivnih procjena je smanjena, kao što su 21 % ugljikohidrata, 4 % proteina i 2 % masti, a energija hrane kuhane kvinoje smanjena je na 503 kJ (120 kcal). Iako je na sličan način smanjena, kuhana kvinoja ostaje bogat izvor dijetalnih minerala mangana (30 % DV) i fosfora (22 % DV). Međutim, kuhana kvinoja svedena je na samo umjereni izvor (10 – 19 % DV) dijetalnih vlakana i folata (11 %), kao i dijetalnih minerala željeza (11 %), magnezija (18 %) i cinka (11 %). (stol).
Kvinoja ne sadrži gluten. Budući da kvinoja ima visoku koncentraciju proteina i dobar je izvor mnogih mikronutrijenata, ima svestranost u pripremi i potencijal za povećanje prinosa u kontroliranim okruženjima, odabrana je kao eksperimentalni usjev u NASA projektu Kontrolirani ekološki sustav za održavanje života na dugotrajnim svemirskim letovima s ljudskom posadom.
Osim prehrambenih svojstava, kvinoja ima nekoliko medicinskih primjena, među kojima su obećavajuća antimikrobna i antikancerogena svojstva.
- kvinoja prije cvjetanja
- kvinoja u cvatu
- sjemenke kvinoje
- zrnje izbliza